# Warattó
Warattó († 686) fou majordom de palau de Nèustria del 681 al 684 i del 685 al 686 en el regnat de Teodoric III.
El 681 el majordom Ebroí fou assassinat per Ermenfred, un noble del país que havia estat expropiat (o estava a punt de ser-ho) i que va aconseguir fugir a Austràsia. Els grans de Nèustria es van reunir i van escollir com a nou majordom a un parent de l'assassinat, Warattó un senyor de poc poder encara que important terratinent a la regió de Rouen. Per la llei dels francs havia de venjar la mort del seu predecessor el que implicava un atac a Austràsia però Warattó va optar per fer la pau amb Pipí d'Héristal que nominalment era també majordom sota la corona de Teodoric. Aquesta opció pacifica no va agradar a una part de la noblesa que es va agrupar a l'entorn de Gislemar, el fill de Waratto, i van enderrocar a aquest (684).
Gislemar va atacar llavors Austràsia i va derrotar a Pipí prop de Namur (684) però va morir poc després i Waratto va tornar al poder (685).
A la mort de Waratto el 686 la seva vídua Ansefleda va aconseguir el nomenament del seu gendre Bercari casat amb la filla Anstruda (al que dos anys després va fer matar).